# Chrysochloa subaequigluma
Chrysochloa subaequigluma är en gräsart som först beskrevs av Alfred Barton Rendle, och fick sitt nu gällande namn av Jason Richard Swallen. Chrysochloa subaequigluma ingår i släktet Chrysochloa och familjen gräs.
Artens utbredningsområde är Angola. Inga underarter finns listade i Catalogue of Life.